# طواف إيطاليا للسيدات 2021
طواف إيطاليا للسيدات 2021 (بالإيطالية: Giro d'Italia Donne 2021)‏ هو سباق دراجات هوائية، وهو الموسم رقم 32 من طواف إيطاليا للسيدات، وأقيم خلال الفترة 2 يوليو 2021، وحتى 11 يوليو 2021، وامتدّ لمسافة 1025.3 كيلومتر، وهو أحد سباقات سباق الدراجات على الطريق للسيدات 2021، وشارك فيه 144 متسابقاً ووصل إلى نهايته 92 متسابقاً.
فاز فيه بالمركز الأول أنا فان دير بريغين، وبالمركز الثاني آشلي مولمان، وبالمركز الثالث ديمي فوليرينغ، والفائز في ترتيب النقاط أنا فان دير بريغين، والفائز حسب ترتيب النقاط للشباب Niamh Fisher-Black ‏، والفائز حسب ترتيب التسلق لوسيندا براند.

## الفرق
| فرق سيدات عالمية (9)- ألي بي تي سي ليوبليانا 2021 ‏ - Liv AlUla Jayco ‏ - كانيون إس آر إيه إم راسينغ 2021 ‏ - فريق سنويب للسيدات 2021 ‏ - FDJ–Suez ‏ - ليف ريسينغ 2021 ‏ - موفيستار للسيدات 2021 ‏ - إس دي وركس 2021 ‏ - Lidl–Trek (women's team) ‏ فرق دراجات قارية سيدات (15)- أيه آر مونكس برو سيكلينج للسيدات 2021 ‏ - اركيا للسيدات 2021 ‏ - Aromitalia–Basso Bikes–Vaiano ‏ - بيبينك 2021 ‏ - بيزكايا دورانجو 2021 ‏ - Born To Win–Zhiraf–G20 ‏ - Ceratizit Pro Cycling ‏ - Isolmant–Premac–Vittoria ‏ - جامبو فيسما للسيدات 2021 ‏ - لوتو سودال للسيدات 2021 ‏ - رالي 2021 ‏ - Servetto–Makhymo–Beltrami TSA ‏ - EF Education–Tibco–SVB ‏ - توب قيرلز فسى برتولو 2021 ‏ - فالكار سيلانس 2021 ‏ |  |
| |  |

## المراحل
| قائمة المراحل | قائمة المراحل | قائمة المراحل                        | قائمة المراحل               | قائمة المراحل | قائمة المراحل      | قائمة المراحل      |
| المرحلة       | التاريخ       | الدورة                               |                             | المسافة (كم)  | الفائز بالمرحلة    | القائد العام       |
| ------------- | ------------- | ------------------------------------ | --------------------------- | ------------- | ------------------ | ------------------ |
| مرحلة 1       | 2 يوليو       | فوسانو – كونيو                       | سباق الطريق ضد الساعة للفرق | 26٫7          | Trek-Segafredo     | روث ويندر          |
| مرحلة 2       | 3 يوليو       | بوفيس (بيدمونت) – Prato Nevoso ‏      | مرحلة جبلية                 | 100           | أنا فان دير بريغين | أنا فان دير بريغين |
| مرحلة 3       | 4 يوليو       | كازالي مونفيراتو – أوفادا            | مرحلة جبلية                 | 135           | ماريان فوس         | أنا فان دير بريغين |
| مرحلة 4       | 5 يوليو       | Fondovalle ‏ – Riale ‏                 | صعود الجبل ضد الساعة        | 14            | أنا فان دير بريغين | أنا فان دير بريغين |
| مرحلة 5       | 6 يوليو       | ميلانو – كاروجيت                     | مرحلة مستوية                | 120           | لورينا ويبيس       | أنا فان دير بريغين |
| مرحلة 6       | 7 يوليو       | Colico ‏ – Colico ‏                    | مرحلة مستوية                | 155           | Emma Norsgaard     | أنا فان دير بريغين |
| مرحلة 7       | 8 يوليو       | – Puegnago del Garda ‏                | مرحلة جبلية                 | 109٫6         | ماريان فوس         | أنا فان دير بريغين |
| مرحلة 8       | 9 يوليو       | سان فينديميانو – مورتليانو           | مرحلة مستوية                | 129٫4         | لورينا ويبيس       | أنا فان دير بريغين |
| مرحلة 9       | 10 يوليو      | Feletto Umberto ‏ – Monte Matajur ‏    | مرحلة جبلية                 | 122٫6         | آشلي مولمان        | أنا فان دير بريغين |
| مرحلة 10      | 11 يوليو      | كابريفا دل فريولي (إيطاليا) – كورمون | مرحلة مستوية                | 113           | Coryn Rivera       | أنا فان دير بريغين |

## النتيجة

### مرحلة 1
هي مرحلة من نوع سباق الزمن على الطريق للفرق، أقيمت في 2 يوليو 2021، وامتدّت لمسافة 26.7 كيلومتر. فاز بالمرحلة Trek-Segafredo Women 2021 ‏، وكان متصدر الترتيب العام في نهاية المرحلة روث ويندر، وكان المتصدر حسب ترتيب النقاط لا أحد ‏، وكان متصدر ترتيب التسلق لا أحد ‏، وكان متصدر ترتيب النقاط للشباب Niamh Fisher-Black ‏.
| التصنيف العام                          | التصنيف العام            | التصنيف العام    | التصنيف العام     | التصنيف العام |
| العداء                                 | العداء                   | البلد            | الفريق            | الوقت         |
| -------------------------------------- | ------------------------ | ---------------- | ----------------- | ------------- |
| 1                                      | روث ويندر                | الولايات المتحدة | Trek-Segafredo    | 33 دقيقة 40 ث |
| 2                                      | Ellen van Dijk           | هولندا           | Trek-Segafredo    | + 0 ث         |
| 3                                      | إليسا ونغو بورغيني       | إيطاليا          | Trek-Segafredo    | + 0 ث         |
| 4                                      | Lizzie Deignan           | المملكة المتحدة  | Trek-Segafredo    | + 0 ث         |
| 5                                      | آشلي مولمان              | جنوب أفريقيا     | SD Worx           | + 8 ث         |
| 6                                      | ديمي فوليرينغ            | هولندا           | SD Worx           | + 8 ث         |
| 7                                      | أنا فان دير بريغين       | هولندا           | SD Worx           | + 8 ث         |
| 8                                      | Niamh Fisher-Black ‏      | نيوزيلندا        | SD Worx           | + 8 ث         |
| 9                                      | إيلينا سيتشيني           | إيطاليا          | SD Worx           | + 8 ث         |
| 10                                     | مارغريتا فيكتوريا غارسيا | إسبانيا          | Alé BTC Ljubljana | + 40 ث        |
| مصدر: ProCyclingStats Cycling Quotient |                          |                  |                   |               |

### مرحلة 2
هي مرحلة جبلية، أقيمت في 3 يوليو 2021، وامتدّت لمسافة 100 كيلومتر. فاز بالمرحلة أنا فان دير بريغين، وكان متصدر الترتيب العام في نهاية المرحلة أنا فان دير بريغين، وكان المتصدر حسب ترتيب النقاط أنا فان دير بريغين، وكان متصدر ترتيب التسلق أنا فان دير بريغين، وكان متصدر ترتيب النقاط للشباب Niamh Fisher-Black ‏.
| التصنيف العام         | التصنيف العام            | التصنيف العام   | التصنيف العام     | التصنيف العام     |
| العداء                | العداء                   | البلد           | الفريق            | الوقت             |
| --------------------- | ------------------------ | --------------- | ----------------- | ----------------- |
| 1                     | أنا فان دير بريغين       | هولندا          | SD Worx           | 3 س 32 دقيقة 09 ث |
| 2                     | آشلي مولمان              | جنوب أفريقيا    | SD Worx           | + 1 دقيقة 26 ث    |
| 3                     | ديمي فوليرينغ            | هولندا          | SD Worx           | + 1 دقيقة 57 ث    |
| 4                     | Lizzie Deignan           | المملكة المتحدة | Trek-Segafredo    | + 3 دقيقة 31 ث    |
| 5                     | مارغريتا فيكتوريا غارسيا | إسبانيا         | Alé BTC Ljubljana | + 3 دقيقة 42 ث    |
| 6                     | إيريكا ماجندي            | إيطاليا         | Ceratizit-WNT     | + 3 دقيقة 50 ث    |
| 7                     | تاتيانا جوديرزو          | إيطاليا         | Alé BTC Ljubljana | + 4 دقيقة 08 ث    |
| 8                     | Niamh Fisher-Black ‏      | نيوزيلندا       | SD Worx           | + 4 دقيقة 18 ث    |
| 9                     | أماندا سبرات             | أستراليا        | Team BikeExchange | + 4 دقيقة 38 ث    |
| 10                    | جولييت لابوس             | فرنسا           | Team DSM          | + 4 دقيقة 54 ث    |
| مصدر: ProCyclingStats |                          |                 |                   |                   |

### مرحلة 3
هي مرحلة جبلية، أقيمت في 4 يوليو 2021، وامتدّت لمسافة 135 كيلومتر. فاز بالمرحلة ماريان فوس، وكان متصدر الترتيب العام في نهاية المرحلة أنا فان دير بريغين، وكان المتصدر حسب ترتيب النقاط أنا فان دير بريغين، وكان متصدر ترتيب التسلق Elise Chabbey ‏، وكان متصدر ترتيب النقاط للشباب Niamh Fisher-Black ‏.
| التصنيف العام         | التصنيف العام            | التصنيف العام   | التصنيف العام      | التصنيف العام     |
| العداء                | العداء                   | البلد           | الفريق             | الوقت             |
| --------------------- | ------------------------ | --------------- | ------------------ | ----------------- |
| 1                     | أنا فان دير بريغين       | هولندا          | SD Worx            | 7 س 15 دقيقة 56 ث |
| 2                     | آشلي مولمان              | جنوب أفريقيا    | SD Worx            | + 1 دقيقة 21 ث    |
| 3                     | ديمي فوليرينغ            | هولندا          | SD Worx            | + 1 دقيقة 57 ث    |
| 4                     | Elise Chabbey ‏           | سويسرا          | Canyon-SRAM Racing | + 2 دقيقة 36 ث    |
| 5                     | Lizzie Deignan           | المملكة المتحدة | Trek-Segafredo     | + 3 دقيقة 31 ث    |
| 6                     | مارغريتا فيكتوريا غارسيا | إسبانيا         | Alé BTC Ljubljana  | + 3 دقيقة 42 ث    |
| 7                     | إيريكا ماجندي            | إيطاليا         | Ceratizit-WNT      | + 3 دقيقة 50 ث    |
| 8                     | تاتيانا جوديرزو          | إيطاليا         | Alé BTC Ljubljana  | + 4 دقيقة 08 ث    |
| 9                     | Niamh Fisher-Black ‏      | نيوزيلندا       | SD Worx            | + 4 دقيقة 18 ث    |
| 10                    | أماندا سبرات             | أستراليا        | Team BikeExchange  | + 4 دقيقة 33 ث    |
| مصدر: ProCyclingStats |                          |                 |                    |                   |

### مرحلة 4
هي مرحلة أقيمت في 5 يوليو 2021، وامتدّت لمسافة 14 كيلومتر. فاز بالمرحلة أنا فان دير بريغين، وكان متصدر الترتيب العام في نهاية المرحلة أنا فان دير بريغين، وكان المتصدر حسب ترتيب النقاط أنا فان دير بريغين، وكان متصدر ترتيب التسلق Elise Chabbey ‏، وكان متصدر ترتيب النقاط للشباب Niamh Fisher-Black ‏.
| التصنيف العام                          | التصنيف العام            | التصنيف العام   | التصنيف العام      | التصنيف العام     |
| العداء                                 | العداء                   | البلد           | الفريق             | الوقت             |
| -------------------------------------- | ------------------------ | --------------- | ------------------ | ----------------- |
| 1                                      | أنا فان دير بريغين       | هولندا          | SD Worx            | 7 س 40 دقيقة 53 ث |
| 2                                      | آشلي مولمان              | جنوب أفريقيا    | SD Worx            | + 2 دقيقة 51 ث    |
| 3                                      | ديمي فوليرينغ            | هولندا          | SD Worx            | + 3 دقيقة 03 ث    |
| 4                                      | Lizzie Deignan           | المملكة المتحدة | Trek-Segafredo     | + 5 دقيقة 53 ث    |
| 5                                      | Elise Chabbey ‏           | سويسرا          | Canyon-SRAM Racing | + 6 دقيقة 12 ث    |
| 6                                      | إيريكا ماجندي            | إيطاليا         | Ceratizit-WNT      | + 6 دقيقة 35 ث    |
| 7                                      | مارغريتا فيكتوريا غارسيا | إسبانيا         | Alé BTC Ljubljana  | + 6 دقيقة 57 ث    |
| 8                                      | جولييت لابوس             | فرنسا           | Team DSM           | + 7 دقيقة 03 ث    |
| 9                                      | Niamh Fisher-Black ‏      | نيوزيلندا       | SD Worx            | + 7 دقيقة 22 ث    |
| 10                                     | تاتيانا جوديرزو          | إيطاليا         | Alé BTC Ljubljana  | + 7 دقيقة 24 ث    |
| مصدر: ProCyclingStats Cycling Quotient |                          |                 |                    |                   |

### مرحلة 5
هي مرحلة بسيطة، أقيمت في 6 يوليو 2021، وامتدّت لمسافة 120 كيلومتر. فاز بالمرحلة لورينا ويبيس، وكان متصدر الترتيب العام في نهاية المرحلة أنا فان دير بريغين، وكان المتصدر حسب ترتيب النقاط أنا فان دير بريغين، وكان متصدر ترتيب التسلق Elise Chabbey ‏، وكان متصدر ترتيب النقاط للشباب Niamh Fisher-Black ‏.
| التصنيف العام         | التصنيف العام            | التصنيف العام   | التصنيف العام      | التصنيف العام      |
| العداء                | العداء                   | البلد           | الفريق             | الوقت              |
| --------------------- | ------------------------ | --------------- | ------------------ | ------------------ |
| 1                     | أنا فان دير بريغين       | هولندا          | SD Worx            | 10 س 30 دقيقة 08 ث |
| 2                     | آشلي مولمان              | جنوب أفريقيا    | SD Worx            | + 2 دقيقة 51 ث     |
| 3                     | ديمي فوليرينغ            | هولندا          | SD Worx            | + 3 دقيقة 03 ث     |
| 4                     | Lizzie Deignan           | المملكة المتحدة | Trek-Segafredo     | + 5 دقيقة 53 ث     |
| 5                     | Elise Chabbey ‏           | سويسرا          | Canyon-SRAM Racing | + 6 دقيقة 12 ث     |
| 6                     | إيريكا ماجندي            | إيطاليا         | Ceratizit-WNT      | + 6 دقيقة 35 ث     |
| 7                     | مارغريتا فيكتوريا غارسيا | إسبانيا         | Alé BTC Ljubljana  | + 6 دقيقة 57 ث     |
| 8                     | جولييت لابوس             | فرنسا           | Team DSM           | + 7 دقيقة 01 ث     |
| 9                     | Niamh Fisher-Black ‏      | نيوزيلندا       | SD Worx            | + 7 دقيقة 22 ث     |
| 10                    | تاتيانا جوديرزو          | إيطاليا         | Alé BTC Ljubljana  | + 7 دقيقة 24 ث     |
| مصدر: ProCyclingStats |                          |                 |                    |                    |

### مرحلة 6
هي مرحلة بسيطة، أقيمت في 7 يوليو 2021، وامتدّت لمسافة 155 كيلومتر. فاز بالمرحلة إيما نورسجارد يورجنسن، وكان متصدر الترتيب العام في نهاية المرحلة أنا فان دير بريغين، وكان المتصدر حسب ترتيب النقاط ماريان فوس، وكان متصدر ترتيب التسلق Elise Chabbey ‏، وكان متصدر ترتيب النقاط للشباب Niamh Fisher-Black ‏.
| التصنيف العام         | التصنيف العام            | التصنيف العام   | التصنيف العام      | التصنيف العام      |
| العداء                | العداء                   | البلد           | الفريق             | الوقت              |
| --------------------- | ------------------------ | --------------- | ------------------ | ------------------ |
| 1                     | أنا فان دير بريغين       | هولندا          | SD Worx            | 14 س 11 دقيقة 47 ث |
| 2                     | آشلي مولمان              | جنوب أفريقيا    | SD Worx            | + 2 دقيقة 51 ث     |
| 3                     | ديمي فوليرينغ            | هولندا          | SD Worx            | + 3 دقيقة 03 ث     |
| 4                     | Lizzie Deignan           | المملكة المتحدة | Trek-Segafredo     | + 5 دقيقة 53 ث     |
| 5                     | Elise Chabbey ‏           | سويسرا          | Canyon-SRAM Racing | + 6 دقيقة 12 ث     |
| 6                     | إيريكا ماجندي            | إيطاليا         | Ceratizit-WNT      | + 6 دقيقة 35 ث     |
| 7                     | مارغريتا فيكتوريا غارسيا | إسبانيا         | Alé BTC Ljubljana  | + 6 دقيقة 57 ث     |
| 8                     | جولييت لابوس             | فرنسا           | Team DSM           | + 7 دقيقة 01 ث     |
| 9                     | Niamh Fisher-Black ‏      | نيوزيلندا       | SD Worx            | + 7 دقيقة 22 ث     |
| 10                    | تاتيانا جوديرزو          | إيطاليا         | Alé BTC Ljubljana  | + 7 دقيقة 24 ث     |
| مصدر: ProCyclingStats |                          |                 |                    |                    |

### مرحلة 7
هي مرحلة جبلية، أقيمت في 8 يوليو 2021، وامتدّت لمسافة 109.6 كيلومتر. فاز بالمرحلة ماريان فوس، وكان متصدر الترتيب العام في نهاية المرحلة أنا فان دير بريغين، وكان المتصدر حسب ترتيب النقاط ماريان فوس، وكان متصدر ترتيب التسلق لوسيندا براند، وكان متصدر ترتيب النقاط للشباب Niamh Fisher-Black ‏.
| التصنيف العام         | التصنيف العام            | التصنيف العام   | التصنيف العام      | التصنيف العام      |
| العداء                | العداء                   | البلد           | الفريق             | الوقت              |
| --------------------- | ------------------------ | --------------- | ------------------ | ------------------ |
| 1                     | أنا فان دير بريغين       | هولندا          | SD Worx            | 17 س 00 دقيقة 14 ث |
| 2                     | آشلي مولمان              | جنوب أفريقيا    | SD Worx            | + 2 دقيقة 55 ث     |
| 3                     | ديمي فوليرينغ            | هولندا          | SD Worx            | + 3 دقيقة 07 ث     |
| 4                     | Lizzie Deignan           | المملكة المتحدة | Trek-Segafredo     | + 5 دقيقة 56 ث     |
| 5                     | Elise Chabbey ‏           | سويسرا          | Canyon-SRAM Racing | + 6 دقيقة 27 ث     |
| 6                     | إيريكا ماجندي            | إيطاليا         | Ceratizit-WNT      | + 6 دقيقة 39 ث     |
| 7                     | مارغريتا فيكتوريا غارسيا | إسبانيا         | Alé BTC Ljubljana  | + 7 دقيقة 01 ث     |
| 8                     | جولييت لابوس             | فرنسا           | Team DSM           | + 7 دقيقة 05 ث     |
| 9                     | تاتيانا جوديرزو          | إيطاليا         | Alé BTC Ljubljana  | + 7 دقيقة 28 ث     |
| 10                    | Niamh Fisher-Black ‏      | نيوزيلندا       | SD Worx            | + 7 دقيقة 50 ث     |
| مصدر: ProCyclingStats |                          |                 |                    |                    |

### مرحلة 8
هي مرحلة بسيطة، أقيمت في 9 يوليو 2021، وامتدّت لمسافة 129.4 كيلومتر. فاز بالمرحلة لورينا ويبيس، وكان متصدر الترتيب العام في نهاية المرحلة أنا فان دير بريغين، وكان المتصدر حسب ترتيب النقاط ماريان فوس، وكان متصدر ترتيب التسلق لوسيندا براند، وكان متصدر ترتيب النقاط للشباب Niamh Fisher-Black ‏.
| التصنيف العام         | التصنيف العام            | التصنيف العام   | التصنيف العام      | التصنيف العام      |
| العداء                | العداء                   | البلد           | الفريق             | الوقت              |
| --------------------- | ------------------------ | --------------- | ------------------ | ------------------ |
| 1                     | أنا فان دير بريغين       | هولندا          | SD Worx            | 20 س 10 دقيقة 15 ث |
| 2                     | آشلي مولمان              | جنوب أفريقيا    | SD Worx            | + 2 دقيقة 55 ث     |
| 3                     | ديمي فوليرينغ            | هولندا          | SD Worx            | + 3 دقيقة 07 ث     |
| 4                     | Lizzie Deignan           | المملكة المتحدة | Trek-Segafredo     | + 5 دقيقة 56 ث     |
| 5                     | Elise Chabbey ‏           | سويسرا          | Canyon-SRAM Racing | + 6 دقيقة 27 ث     |
| 6                     | إيريكا ماجندي            | إيطاليا         | Ceratizit-WNT      | + 6 دقيقة 39 ث     |
| 7                     | مارغريتا فيكتوريا غارسيا | إسبانيا         | Alé BTC Ljubljana  | + 7 دقيقة 01 ث     |
| 8                     | جولييت لابوس             | فرنسا           | Team DSM           | + 7 دقيقة 05 ث     |
| 9                     | تاتيانا جوديرزو          | إيطاليا         | Alé BTC Ljubljana  | + 7 دقيقة 28 ث     |
| 10                    | Niamh Fisher-Black ‏      | نيوزيلندا       | SD Worx            | + 7 دقيقة 50 ث     |
| مصدر: ProCyclingStats |                          |                 |                    |                    |

### مرحلة 9
هي مرحلة جبلية، أقيمت في 10 يوليو 2021، وامتدّت لمسافة 122.6 كيلومتر. فاز بالمرحلة آشلي مولمان، وكان متصدر الترتيب العام في نهاية المرحلة أنا فان دير بريغين، وكان المتصدر حسب ترتيب النقاط أنا فان دير بريغين، وكان متصدر ترتيب التسلق لوسيندا براند، وكان متصدر ترتيب النقاط للشباب Niamh Fisher-Black ‏.
| التصنيف العام         | التصنيف العام            | التصنيف العام   | التصنيف العام                      | التصنيف العام      |
| العداء                | العداء                   | البلد           | الفريق                             | الوقت              |
| --------------------- | ------------------------ | --------------- | ---------------------------------- | ------------------ |
| 1                     | أنا فان دير بريغين       | هولندا          | SD Worx                            | 24 س 04 دقيقة 12 ث |
| 2                     | آشلي مولمان              | جنوب أفريقيا    | SD Worx                            | + 1 دقيقة 23 ث     |
| 3                     | ديمي فوليرينغ            | هولندا          | SD Worx                            | + 3 دقيقة 05 ث     |
| 4                     | Lizzie Deignan           | المملكة المتحدة | Trek-Segafredo                     | + 6 دقيقة 48 ث     |
| 5                     | مارغريتا فيكتوريا غارسيا | إسبانيا         | Alé BTC Ljubljana                  | + 8 دقيقة 06 ث     |
| 6                     | مارتا كافالي             | إيطاليا         | FDJ-Nouvelle Aquitaine-Futuroscope | + 8 دقيقة 09 ث     |
| 7                     | جولييت لابوس             | فرنسا           | Team DSM                           | + 8 دقيقة 20 ث     |
| 8                     | تاتيانا جوديرزو          | إيطاليا         | Alé BTC Ljubljana                  | + 8 دقيقة 52 ث     |
| 9                     | Niamh Fisher-Black ‏      | نيوزيلندا       | SD Worx                            | + 9 دقيقة 24 ث     |
| 10                    | Gaia Realini ‏            | إيطاليا         | Isolmant-Premac-Vittoria           | + 10 دقيقة 33 ث    |
| مصدر: ProCyclingStats |                          |                 |                                    |                    |

### مرحلة 10
هي مرحلة بسيطة، أقيمت في 11 يوليو 2021، وامتدّت لمسافة 113 كيلومتر. فاز بالمرحلة كورين ريفيرا، وكان متصدر الترتيب العام في نهاية المرحلة أنا فان دير بريغين.
| التصنيف العام         | التصنيف العام | التصنيف العام | التصنيف العام | التصنيف العام |
| العداء                | العداء        | البلد         | الفريق        | الوقت         |
| --------------------- | ------------- | ------------- | ------------- | ------------- |
| مصدر: ProCyclingStats |               |               |               |               |

## المشاركون
| إس دي وركس ‏ SDW | إس دي وركس ‏ SDW                       | إس دي وركس ‏ SDW   |
| --------------- | ------------------------------------- | ----------------- |
| م               | عداء                                  | مرتبة             |
| 1               | أنا فان دير بريغين (طريق و زمني فردي) | 1                 |
| 2               | آشلي مولمان                           | 2                 |
| 3               | Niamh Fisher-Black ‏                   | 9                 |
| 4               | ديمي فوليرينغ                         | 3                 |
| 5               | إيلينا سيتشيني                        | 56                |
| 6               | Chantal van den Broek-Blaak           | لم يكمل السباق-10 |

| أيه آر مونكس برو سيكلينج للسيدات ‏ ASA | أيه آر مونكس برو سيكلينج للسيدات ‏ ASA | أيه آر مونكس برو سيكلينج للسيدات ‏ ASA |
| ------------------------------------- | ------------------------------------- | ------------------------------------- |
| م                                     | عداء                                  | مرتبة                                 |
| 11                                    | إيدر ميرينو كورتازار                  | 17                                    |
| 12                                    | أريادنا غوتيريز                       | لم يكمل السباق-3                      |
| 13                                    | Maria Novolodskaya ‏                   | 53                                    |
| 14                                    | Maria Vittoria Sperotto ‏              | 79                                    |
| 15                                    | أندريا راميريز                        | لم يكمل السباق-6                      |
| 16                                    | أرلينيس سيرا                          | لم يكمل السباق-3                      |

| يو أي أيه تيم ‏ ALE | يو أي أيه تيم ‏ ALE                          | يو أي أيه تيم ‏ ALE |
| ------------------ | ------------------------------------------- | ------------------ |
| م                  | عداء                                        | مرتبة              |
| 21                 | مارغريتا فيكتوريا غارسيا (طريق و زمني فردي) | 5                  |
| 22                 | مارتا باستيانيلي                            | 45                 |
| 23                 | Laura Tomasi ‏                               | 66                 |
| 24                 | مارلين رويسر (طريق و زمني فردي)             | لم يكمل السباق     |
| 25                 | تاتيانا جوديرزو                             | 8                  |
| 26                 | Anna Trevisi ‏                               | 75                 |

| اركيا للسيدات ‏ ARK | اركيا للسيدات ‏ ARK  | اركيا للسيدات ‏ ARK |
| ------------------ | ------------------- | ------------------ |
| م                  | عداء                | مرتبة              |
| 31                 | Typhaine Laurance ‏  | 92                 |
| 32                 | Léa Curinier ‏       | 36                 |
| 33                 | بولين ألين          | 67                 |
| 34                 | Amandine Fouquenet ‏ | 82                 |
| 35                 | Lucie Jounier ‏      | 83                 |
| 36                 | Greta Richioud ‏     | 60                 |

| Aromitalia–Basso Bikes–Vaiano ‏ VAI | Aromitalia–Basso Bikes–Vaiano ‏ VAI | Aromitalia–Basso Bikes–Vaiano ‏ VAI |
| ---------------------------------- | ---------------------------------- | ---------------------------------- |
| م                                  | عداء                               | مرتبة                              |
| 41                                 | راسا ليليفيتو                      | 55                                 |
| 42                                 | Gemma Sernissi ‏                    | 90                                 |
| 43                                 | Letizia Borghesi ‏                  | 49                                 |
| 44                                 | Inga Češulienė ‏ (طريق و زمني فردي) | 54                                 |
| 45                                 | Giulia Marchesini ‏                 | لم يكمل السباق                     |
| 46                                 | Valentina Scandolara ‏              | 86                                 |

| بيبينك ‏ BPK | بيبينك ‏ BPK       | بيبينك ‏ BPK       |
| ----------- | ----------------- | ----------------- |
| م           | عداء              | مرتبة             |
| 51          | Silvia Zanardi ‏   | 72                |
| 52          | Silvia Valsecchi ‏ | لم يكمل السباق-10 |
| 53          | Camilla Alessio ‏  | 52                |
| 54          | ميشيلا دراموند    | لم يكمل السباق-10 |
| 55          | Matilde Vitillo ‏  | 77                |
| 56          | Nadia Quagliotto ‏ | 30                |

| بيزكايا دورانجو ‏ BDP | بيزكايا دورانجو ‏ BDP  | بيزكايا دورانجو ‏ BDP |
| -------------------- | --------------------- | -------------------- |
| م                    | عداء                  | مرتبة                |
| 61                   | ساندرا ألونسو         | OTL-4                |
| 62                   | إليزابيث هولدن        | لم يكمل السباق       |
| 63                   | Émilie Fortin ‏        | لم يكمل السباق-6     |
| 64                   | لوسيا غونزاليس بلانكو | لم يبدأ-7            |
| 65                   | Ariana Gilabert ‏      | OTL-4                |
| 66                   | Yurani Blanco ‏        | OTL-4                |

| Born To Win–Zhiraf–G20 ‏ BTW | Born To Win–Zhiraf–G20 ‏ BTW | Born To Win–Zhiraf–G20 ‏ BTW |
| --------------------------- | --------------------------- | --------------------------- |
| م                           | عداء                        | مرتبة                       |
| 71                          | Anastasia Carbonari ‏        | 78                          |
| 72                          | Francesca Balducci ‏         | OTL-4                       |
| 73                          | Lara Krähemann ‏             | 89                          |
| 74                          | Natalia Studenikina         | لم يكمل السباق-10           |
| 75                          | Alice Palazzi‏               | 80                          |
| 76                          | Caris Cosentino‏             | OTL-4                       |

| كانيون–إس آر إيه إم ‏ CSR | كانيون–إس آر إيه إم ‏ CSR | كانيون–إس آر إيه إم ‏ CSR |
| ------------------------ | ------------------------ | ------------------------ |
| م                        | عداء                     | مرتبة                    |
| 81                       | ألينا أمياليوسيك         | 15                       |
| 82                       | هانا بارنز               | 40                       |
| 83                       | Elise Chabbey ‏           | 10                       |
| 84                       | تيفاني كرومويل           | 26                       |
| 85                       | الكسيس ريان              | 58                       |
| 86                       | Mikayla Harvey ‏          | 27                       |

| Ceratizit Pro Cycling ‏ WNT | Ceratizit Pro Cycling ‏ WNT     | Ceratizit Pro Cycling ‏ WNT |
| -------------------------- | ------------------------------ | -------------------------- |
| م                          | عداء                           | مرتبة                      |
| 91                         | إيريكا ماجندي                  | 13                         |
| 92                         | ماريا جوليا كونفالونيري        | 59                         |
| 93                         | ليزا برينور (طريق و زمني فردي) | 19                         |
| 94                         | Kathrin Hammes ‏                | 50                         |
| 95                         | Marta Lach ‏                    | 24                         |
| 96                         | Lara Vieceli ‏                  | لم يكمل السباق-7           |

| FDJ–Suez ‏ FDJ | FDJ–Suez ‏ FDJ       | FDJ–Suez ‏ FDJ     |
| ------------- | ------------------- | ----------------- |
| م             | عداء                | مرتبة             |
| 101           | سيسيلي أوتوب لودفيغ | لم يبدأ-8         |
| 102           | Maëlle Grossetête ‏  | OTL-4             |
| 103           | مارتا كافالي        | 6                 |
| 104           | برودي شابمان        | لم يكمل السباق-10 |
| 105           | أوجيني دوفال        | 47                |
| 106           | Évita Muzic ‏ (طريق) | 12                |

| Isolmant–Premac–Vittoria ‏ SBT | Isolmant–Premac–Vittoria ‏ SBT | Isolmant–Premac–Vittoria ‏ SBT |
| ----------------------------- | ----------------------------- | ----------------------------- |
| م                             | عداء                          | مرتبة                         |
| 111                           | Emanuela Zanetti‏              | لم يكمل السباق-3              |
| 112                           | Francesca Pisciali ‏           | 85                            |
| 113                           | Noemi Lucrezia Eremita‏        | 70                            |
| 114                           | Gaia Realini ‏                 | 11                            |
| 115                           | Alice Gasparini ‏              | 73                            |
| 116                           | Francesca Baroni ‏             | لم يبدأ-7                     |

| جامبو فيسما للسيدات ‏ TJV | جامبو فيسما للسيدات ‏ TJV | جامبو فيسما للسيدات ‏ TJV |
| ------------------------ | ------------------------ | ------------------------ |
| م                        | عداء                     | مرتبة                    |
| 121                      | ماريان فوس               | لم يبدأ-9                |
| 122                      | Nancy van der Burg ‏      | لم يبدأ-9                |
| 123                      | ريجان ماركوس             | 34                       |
| 124                      | أنوسكا كوستر             | 39                       |
| 125                      | Julie Van de Velde ‏      | لم يبدأ-8                |
| 126                      | Teuntje Beekhuis ‏        | 46                       |

| ليف ريسينغ ‏ LIV | ليف ريسينغ ‏ LIV       | ليف ريسينغ ‏ LIV  |
| --------------- | --------------------- | ---------------- |
| م               | عداء                  | مرتبة            |
| 131             | صوفيا بيرتيزولو       | 44               |
| 132             | ثريا بالادين          | 28               |
| 133             | Marta Jaskulska ‏      | 81               |
| 134             | Sabrina Stultiens ‏    | 42               |
| 135             | Jeanne Korevaar ‏      | 43               |
| 136             | Pauliena Rooijakkers ‏ | لم يكمل السباق-9 |

| لوتو بيليسول للسيدات ‏ LSL | لوتو بيليسول للسيدات ‏ LSL | لوتو بيليسول للسيدات ‏ LSL |
| ------------------------- | ------------------------- | ------------------------- |
| م                         | عداء                      | مرتبة                     |
| 141                       | Danique Braam ‏            | لم يكمل السباق-6          |
| 142                       | Lone Meertens ‏            | 69                        |
| 143                       | حنا نيلسون                | 22                        |
| 144                       | Silke Smulders ‏           | 29                        |
| 145                       | Jesse Vandenbulcke ‏       | 62                        |
| 146                       | Elise vander Sande‏        | OTL-4                     |

| موفيستار للسيدات ‏ MOV | موفيستار للسيدات ‏ MOV        | موفيستار للسيدات ‏ MOV |
| --------------------- | ---------------------------- | --------------------- |
| م                     | عداء                         | مرتبة                 |
| 151                   | Katrine Aalerud ‏ (زمني فردي) | 20                    |
| 152                   | أود بيانيك                   | 68                    |
| 153                   | شيلا جوتيريز                 | OTL-4                 |
| 154                   | Emma Norsgaard (زمني فردي)   | 57                    |
| 155                   | سارا مارتين                  | 71                    |
| 156                   | ليا توماس                    | 16                    |

| رالي سايكلنج ‏ RLW | رالي سايكلنج ‏ RLW    | رالي سايكلنج ‏ RLW |
| ----------------- | -------------------- | ----------------- |
| م                 | عداء                 | مرتبة             |
| 161               | كلارا كوبينبرج       | لم يكمل السباق-9  |
| 162               | كريستابل دوبيل هيكوك | لم يكمل السباق-5  |
| 163               | هايدي فرانز          | لم يبدأ-10        |
| 164               | هولي بريك            | OTL-4             |
| 165               | Sara Poidevin ‏       | لم يبدأ-10        |
| 166               | Katie Clouse ‏        | لم يبدأ-10        |

| Servetto–Makhymo–Beltrami TSA ‏ SER | Servetto–Makhymo–Beltrami TSA ‏ SER | Servetto–Makhymo–Beltrami TSA ‏ SER |
| ---------------------------------- | ---------------------------------- | ---------------------------------- |
| م                                  | عداء                               | مرتبة                              |
| 171                                | Anna Potokina ‏                     | 61                                 |
| 172                                | Sara Casasola ‏                     | لم يكمل السباق-7                   |
| 173                                | Asia Zontone ‏                      | 87                                 |
| 174                                | Carlotta Borello ‏                  | 88                                 |
| 175                                | Nadja Heigl ‏                       | لم يكمل السباق-9                   |
| 176                                | Lina Svarinska ‏ (طريق)             | 91                                 |

| Liv AlUla Jayco ‏ BEX | Liv AlUla Jayco ‏ BEX             | Liv AlUla Jayco ‏ BEX |
| -------------------- | -------------------------------- | -------------------- |
| م                    | عداء                             | مرتبة                |
| 181                  | أماندا سبرات                     | لم يبدأ-10           |
| 182                  | أني سانستيبان                    | 32                   |
| 183                  | جورجيا وليامز (طريق و زمني فردي) | لم يبدأ-9            |
| 184                  | سارة روي (طريق)                  | 41                   |
| 185                  | غريس براون                       | لم يبدأ-9            |
| 186                  | يانيكي إنسينغ                    | 63                   |

| فريق سنويب للسيدات ‏ DSM | فريق سنويب للسيدات ‏ DSM | فريق سنويب للسيدات ‏ DSM |
| ----------------------- | ----------------------- | ----------------------- |
| م                       | عداء                    | مرتبة                   |
| 191                     | ليا كيرشمان             | لم يكمل السباق-10       |
| 192                     | جولييت لابوس            | 7                       |
| 193                     | فلورتجي ماكايج          | 23                      |
| 194                     | ليان ليبرت              | 18                      |
| 195                     | لورينا ويبيس            | 48                      |
| 196                     | Coryn Rivera            | 25                      |

| EF Education–Tibco–SVB ‏ TIB | EF Education–Tibco–SVB ‏ TIB | EF Education–Tibco–SVB ‏ TIB |
| --------------------------- | --------------------------- | --------------------------- |
| م                           | عداء                        | مرتبة                       |
| 201                         | كريستين فولكنر              | لم يبدأ-8                   |
| 202                         | لورين ستيفنز (طريق)         | لم يبدأ-8                   |
| 203                         | Diana Peñuela ‏              | لم يبدأ-8                   |
| 204                         | Clara Honsinger ‏            | لم يبدأ-8                   |
| 205                         | ليا ديكسون ‏                 | لم يكمل السباق-7            |
| 206                         | Emily Newsom ‏               | لم يبدأ-8                   |

| توب قيرلز فسى برتولو ‏ TOP | توب قيرلز فسى برتولو ‏ TOP | توب قيرلز فسى برتولو ‏ TOP |
| ------------------------- | ------------------------- | ------------------------- |
| م                         | عداء                      | مرتبة                     |
| 211                       | Michela Balducci ‏         | OTL-4                     |
| 212                       | Giorgia Bariani ‏          | 76                        |
| 213                       | Elisa Dalla Valle ‏        | 84                        |
| 214                       | Greta Marturano ‏          | 37                        |
| 215                       | Debora Silvestri ‏         | 38                        |
| 216                       | Giorgia Vettorello ‏       | 74                        |

| Lidl–Trek (women's team) ‏ TFS | Lidl–Trek (women's team) ‏ TFS         | Lidl–Trek (women's team) ‏ TFS |
| ----------------------------- | ------------------------------------- | ----------------------------- |
| م                             | عداء                                  | مرتبة                         |
| 221                           | لوسيندا براند                         | 31                            |
| 222                           | Lizzie Deignan                        | 4                             |
| 223                           | إليسا ونغو بورغيني (طريق و زمني فردي) | 14                            |
| 224                           | Ellen van Dijk                        | 35                            |
| 225                           | تايلر وايلز                           | لم يبدأ-3                     |
| 226                           | روث ويندر                             | لم يكمل السباق-10             |

| فالكار سيلانس ‏ VAL | فالكار سيلانس ‏ VAL     | فالكار سيلانس ‏ VAL |
| ------------------ | ---------------------- | ------------------ |
| م                  | عداء                   | مرتبة              |
| 231                | Alice Maria Arzuffi ‏   | 33                 |
| 232                | Barbara Malcotti ‏      | 21                 |
| 233                | Federica Piergiovanni ‏ | 65                 |
| 234                | Ilaria Sanguineti ‏     | 51                 |
| 235                | Eleonora Gasparrini ‏   | 64                 |
| 236                | كيارا كونسوني          | OTL-4              |

| إس دي وركس ‏ SDW | إس دي وركس ‏ SDW                       | إس دي وركس ‏ SDW   |
| --------------- | ------------------------------------- | ----------------- |
| م               | عداء                                  | مرتبة             |
| 1               | أنا فان دير بريغين (طريق و زمني فردي) | 1                 |
| 2               | آشلي مولمان                           | 2                 |
| 3               | Niamh Fisher-Black ‏                   | 9                 |
| 4               | ديمي فوليرينغ                         | 3                 |
| 5               | إيلينا سيتشيني                        | 56                |
| 6               | Chantal van den Broek-Blaak           | لم يكمل السباق-10 |

| أيه آر مونكس برو سيكلينج للسيدات ‏ ASA | أيه آر مونكس برو سيكلينج للسيدات ‏ ASA | أيه آر مونكس برو سيكلينج للسيدات ‏ ASA |
| ------------------------------------- | ------------------------------------- | ------------------------------------- |
| م                                     | عداء                                  | مرتبة                                 |
| 11                                    | إيدر ميرينو كورتازار                  | 17                                    |
| 12                                    | أريادنا غوتيريز                       | لم يكمل السباق-3                      |
| 13                                    | Maria Novolodskaya ‏                   | 53                                    |
| 14                                    | Maria Vittoria Sperotto ‏              | 79                                    |
| 15                                    | أندريا راميريز                        | لم يكمل السباق-6                      |
| 16                                    | أرلينيس سيرا                          | لم يكمل السباق-3                      |

| يو أي أيه تيم ‏ ALE | يو أي أيه تيم ‏ ALE                          | يو أي أيه تيم ‏ ALE |
| ------------------ | ------------------------------------------- | ------------------ |
| م                  | عداء                                        | مرتبة              |
| 21                 | مارغريتا فيكتوريا غارسيا (طريق و زمني فردي) | 5                  |
| 22                 | مارتا باستيانيلي                            | 45                 |
| 23                 | Laura Tomasi ‏                               | 66                 |
| 24                 | مارلين رويسر (طريق و زمني فردي)             | لم يكمل السباق     |
| 25                 | تاتيانا جوديرزو                             | 8                  |
| 26                 | Anna Trevisi ‏                               | 75                 |

| اركيا للسيدات ‏ ARK | اركيا للسيدات ‏ ARK  | اركيا للسيدات ‏ ARK |
| ------------------ | ------------------- | ------------------ |
| م                  | عداء                | مرتبة              |
| 31                 | Typhaine Laurance ‏  | 92                 |
| 32                 | Léa Curinier ‏       | 36                 |
| 33                 | بولين ألين          | 67                 |
| 34                 | Amandine Fouquenet ‏ | 82                 |
| 35                 | Lucie Jounier ‏      | 83                 |
| 36                 | Greta Richioud ‏     | 60                 |

| Aromitalia–Basso Bikes–Vaiano ‏ VAI | Aromitalia–Basso Bikes–Vaiano ‏ VAI | Aromitalia–Basso Bikes–Vaiano ‏ VAI |
| ---------------------------------- | ---------------------------------- | ---------------------------------- |
| م                                  | عداء                               | مرتبة                              |
| 41                                 | راسا ليليفيتو                      | 55                                 |
| 42                                 | Gemma Sernissi ‏                    | 90                                 |
| 43                                 | Letizia Borghesi ‏                  | 49                                 |
| 44                                 | Inga Češulienė ‏ (طريق و زمني فردي) | 54                                 |
| 45                                 | Giulia Marchesini ‏                 | لم يكمل السباق                     |
| 46                                 | Valentina Scandolara ‏              | 86                                 |

| بيبينك ‏ BPK | بيبينك ‏ BPK       | بيبينك ‏ BPK       |
| ----------- | ----------------- | ----------------- |
| م           | عداء              | مرتبة             |
| 51          | Silvia Zanardi ‏   | 72                |
| 52          | Silvia Valsecchi ‏ | لم يكمل السباق-10 |
| 53          | Camilla Alessio ‏  | 52                |
| 54          | ميشيلا دراموند    | لم يكمل السباق-10 |
| 55          | Matilde Vitillo ‏  | 77                |
| 56          | Nadia Quagliotto ‏ | 30                |

| بيزكايا دورانجو ‏ BDP | بيزكايا دورانجو ‏ BDP  | بيزكايا دورانجو ‏ BDP |
| -------------------- | --------------------- | -------------------- |
| م                    | عداء                  | مرتبة                |
| 61                   | ساندرا ألونسو         | OTL-4                |
| 62                   | إليزابيث هولدن        | لم يكمل السباق       |
| 63                   | Émilie Fortin ‏        | لم يكمل السباق-6     |
| 64                   | لوسيا غونزاليس بلانكو | لم يبدأ-7            |
| 65                   | Ariana Gilabert ‏      | OTL-4                |
| 66                   | Yurani Blanco ‏        | OTL-4                |

| Born To Win–Zhiraf–G20 ‏ BTW | Born To Win–Zhiraf–G20 ‏ BTW | Born To Win–Zhiraf–G20 ‏ BTW |
| --------------------------- | --------------------------- | --------------------------- |
| م                           | عداء                        | مرتبة                       |
| 71                          | Anastasia Carbonari ‏        | 78                          |
| 72                          | Francesca Balducci ‏         | OTL-4                       |
| 73                          | Lara Krähemann ‏             | 89                          |
| 74                          | Natalia Studenikina         | لم يكمل السباق-10           |
| 75                          | Alice Palazzi‏               | 80                          |
| 76                          | Caris Cosentino‏             | OTL-4                       |

| كانيون–إس آر إيه إم ‏ CSR | كانيون–إس آر إيه إم ‏ CSR | كانيون–إس آر إيه إم ‏ CSR |
| ------------------------ | ------------------------ | ------------------------ |
| م                        | عداء                     | مرتبة                    |
| 81                       | ألينا أمياليوسيك         | 15                       |
| 82                       | هانا بارنز               | 40                       |
| 83                       | Elise Chabbey ‏           | 10                       |
| 84                       | تيفاني كرومويل           | 26                       |
| 85                       | الكسيس ريان              | 58                       |
| 86                       | Mikayla Harvey ‏          | 27                       |

| Ceratizit Pro Cycling ‏ WNT | Ceratizit Pro Cycling ‏ WNT     | Ceratizit Pro Cycling ‏ WNT |
| -------------------------- | ------------------------------ | -------------------------- |
| م                          | عداء                           | مرتبة                      |
| 91                         | إيريكا ماجندي                  | 13                         |
| 92                         | ماريا جوليا كونفالونيري        | 59                         |
| 93                         | ليزا برينور (طريق و زمني فردي) | 19                         |
| 94                         | Kathrin Hammes ‏                | 50                         |
| 95                         | Marta Lach ‏                    | 24                         |
| 96                         | Lara Vieceli ‏                  | لم يكمل السباق-7           |

| FDJ–Suez ‏ FDJ | FDJ–Suez ‏ FDJ       | FDJ–Suez ‏ FDJ     |
| ------------- | ------------------- | ----------------- |
| م             | عداء                | مرتبة             |
| 101           | سيسيلي أوتوب لودفيغ | لم يبدأ-8         |
| 102           | Maëlle Grossetête ‏  | OTL-4             |
| 103           | مارتا كافالي        | 6                 |
| 104           | برودي شابمان        | لم يكمل السباق-10 |
| 105           | أوجيني دوفال        | 47                |
| 106           | Évita Muzic ‏ (طريق) | 12                |

| Isolmant–Premac–Vittoria ‏ SBT | Isolmant–Premac–Vittoria ‏ SBT | Isolmant–Premac–Vittoria ‏ SBT |
| ----------------------------- | ----------------------------- | ----------------------------- |
| م                             | عداء                          | مرتبة                         |
| 111                           | Emanuela Zanetti‏              | لم يكمل السباق-3              |
| 112                           | Francesca Pisciali ‏           | 85                            |
| 113                           | Noemi Lucrezia Eremita‏        | 70                            |
| 114                           | Gaia Realini ‏                 | 11                            |
| 115                           | Alice Gasparini ‏              | 73                            |
| 116                           | Francesca Baroni ‏             | لم يبدأ-7                     |

| جامبو فيسما للسيدات ‏ TJV | جامبو فيسما للسيدات ‏ TJV | جامبو فيسما للسيدات ‏ TJV |
| ------------------------ | ------------------------ | ------------------------ |
| م                        | عداء                     | مرتبة                    |
| 121                      | ماريان فوس               | لم يبدأ-9                |
| 122                      | Nancy van der Burg ‏      | لم يبدأ-9                |
| 123                      | ريجان ماركوس             | 34                       |
| 124                      | أنوسكا كوستر             | 39                       |
| 125                      | Julie Van de Velde ‏      | لم يبدأ-8                |
| 126                      | Teuntje Beekhuis ‏        | 46                       |

| ليف ريسينغ ‏ LIV | ليف ريسينغ ‏ LIV       | ليف ريسينغ ‏ LIV  |
| --------------- | --------------------- | ---------------- |
| م               | عداء                  | مرتبة            |
| 131             | صوفيا بيرتيزولو       | 44               |
| 132             | ثريا بالادين          | 28               |
| 133             | Marta Jaskulska ‏      | 81               |
| 134             | Sabrina Stultiens ‏    | 42               |
| 135             | Jeanne Korevaar ‏      | 43               |
| 136             | Pauliena Rooijakkers ‏ | لم يكمل السباق-9 |

| لوتو بيليسول للسيدات ‏ LSL | لوتو بيليسول للسيدات ‏ LSL | لوتو بيليسول للسيدات ‏ LSL |
| ------------------------- | ------------------------- | ------------------------- |
| م                         | عداء                      | مرتبة                     |
| 141                       | Danique Braam ‏            | لم يكمل السباق-6          |
| 142                       | Lone Meertens ‏            | 69                        |
| 143                       | حنا نيلسون                | 22                        |
| 144                       | Silke Smulders ‏           | 29                        |
| 145                       | Jesse Vandenbulcke ‏       | 62                        |
| 146                       | Elise vander Sande‏        | OTL-4                     |

| موفيستار للسيدات ‏ MOV | موفيستار للسيدات ‏ MOV        | موفيستار للسيدات ‏ MOV |
| --------------------- | ---------------------------- | --------------------- |
| م                     | عداء                         | مرتبة                 |
| 151                   | Katrine Aalerud ‏ (زمني فردي) | 20                    |
| 152                   | أود بيانيك                   | 68                    |
| 153                   | شيلا جوتيريز                 | OTL-4                 |
| 154                   | Emma Norsgaard (زمني فردي)   | 57                    |
| 155                   | سارا مارتين                  | 71                    |
| 156                   | ليا توماس                    | 16                    |

| رالي سايكلنج ‏ RLW | رالي سايكلنج ‏ RLW    | رالي سايكلنج ‏ RLW |
| ----------------- | -------------------- | ----------------- |
| م                 | عداء                 | مرتبة             |
| 161               | كلارا كوبينبرج       | لم يكمل السباق-9  |
| 162               | كريستابل دوبيل هيكوك | لم يكمل السباق-5  |
| 163               | هايدي فرانز          | لم يبدأ-10        |
| 164               | هولي بريك            | OTL-4             |
| 165               | Sara Poidevin ‏       | لم يبدأ-10        |
| 166               | Katie Clouse ‏        | لم يبدأ-10        |

| Servetto–Makhymo–Beltrami TSA ‏ SER | Servetto–Makhymo–Beltrami TSA ‏ SER | Servetto–Makhymo–Beltrami TSA ‏ SER |
| ---------------------------------- | ---------------------------------- | ---------------------------------- |
| م                                  | عداء                               | مرتبة                              |
| 171                                | Anna Potokina ‏                     | 61                                 |
| 172                                | Sara Casasola ‏                     | لم يكمل السباق-7                   |
| 173                                | Asia Zontone ‏                      | 87                                 |
| 174                                | Carlotta Borello ‏                  | 88                                 |
| 175                                | Nadja Heigl ‏                       | لم يكمل السباق-9                   |
| 176                                | Lina Svarinska ‏ (طريق)             | 91                                 |

| Liv AlUla Jayco ‏ BEX | Liv AlUla Jayco ‏ BEX             | Liv AlUla Jayco ‏ BEX |
| -------------------- | -------------------------------- | -------------------- |
| م                    | عداء                             | مرتبة                |
| 181                  | أماندا سبرات                     | لم يبدأ-10           |
| 182                  | أني سانستيبان                    | 32                   |
| 183                  | جورجيا وليامز (طريق و زمني فردي) | لم يبدأ-9            |
| 184                  | سارة روي (طريق)                  | 41                   |
| 185                  | غريس براون                       | لم يبدأ-9            |
| 186                  | يانيكي إنسينغ                    | 63                   |

| فريق سنويب للسيدات ‏ DSM | فريق سنويب للسيدات ‏ DSM | فريق سنويب للسيدات ‏ DSM |
| ----------------------- | ----------------------- | ----------------------- |
| م                       | عداء                    | مرتبة                   |
| 191                     | ليا كيرشمان             | لم يكمل السباق-10       |
| 192                     | جولييت لابوس            | 7                       |
| 193                     | فلورتجي ماكايج          | 23                      |
| 194                     | ليان ليبرت              | 18                      |
| 195                     | لورينا ويبيس            | 48                      |
| 196                     | Coryn Rivera            | 25                      |

| EF Education–Tibco–SVB ‏ TIB | EF Education–Tibco–SVB ‏ TIB | EF Education–Tibco–SVB ‏ TIB |
| --------------------------- | --------------------------- | --------------------------- |
| م                           | عداء                        | مرتبة                       |
| 201                         | كريستين فولكنر              | لم يبدأ-8                   |
| 202                         | لورين ستيفنز (طريق)         | لم يبدأ-8                   |
| 203                         | Diana Peñuela ‏              | لم يبدأ-8                   |
| 204                         | Clara Honsinger ‏            | لم يبدأ-8                   |
| 205                         | ليا ديكسون ‏                 | لم يكمل السباق-7            |
| 206                         | Emily Newsom ‏               | لم يبدأ-8                   |

| توب قيرلز فسى برتولو ‏ TOP | توب قيرلز فسى برتولو ‏ TOP | توب قيرلز فسى برتولو ‏ TOP |
| ------------------------- | ------------------------- | ------------------------- |
| م                         | عداء                      | مرتبة                     |
| 211                       | Michela Balducci ‏         | OTL-4                     |
| 212                       | Giorgia Bariani ‏          | 76                        |
| 213                       | Elisa Dalla Valle ‏        | 84                        |
| 214                       | Greta Marturano ‏          | 37                        |
| 215                       | Debora Silvestri ‏         | 38                        |
| 216                       | Giorgia Vettorello ‏       | 74                        |

| Lidl–Trek (women's team) ‏ TFS | Lidl–Trek (women's team) ‏ TFS         | Lidl–Trek (women's team) ‏ TFS |
| ----------------------------- | ------------------------------------- | ----------------------------- |
| م                             | عداء                                  | مرتبة                         |
| 221                           | لوسيندا براند                         | 31                            |
| 222                           | Lizzie Deignan                        | 4                             |
| 223                           | إليسا ونغو بورغيني (طريق و زمني فردي) | 14                            |
| 224                           | Ellen van Dijk                        | 35                            |
| 225                           | تايلر وايلز                           | لم يبدأ-3                     |
| 226                           | روث ويندر                             | لم يكمل السباق-10             |

| فالكار سيلانس ‏ VAL | فالكار سيلانس ‏ VAL     | فالكار سيلانس ‏ VAL |
| ------------------ | ---------------------- | ------------------ |
| م                  | عداء                   | مرتبة              |
| 231                | Alice Maria Arzuffi ‏   | 33                 |
| 232                | Barbara Malcotti ‏      | 21                 |
| 233                | Federica Piergiovanni ‏ | 65                 |
| 234                | Ilaria Sanguineti ‏     | 51                 |
| 235                | Eleonora Gasparrini ‏   | 64                 |
| 236                | كيارا كونسوني          | OTL-4              |

## التصنيف العام النهائي
| التصنيف العام         | التصنيف العام            | التصنيف العام   | التصنيف العام                      | التصنيف العام      |
| العداء                | العداء                   | البلد           | الفريق                             | الوقت              |
| --------------------- | ------------------------ | --------------- | ---------------------------------- | ------------------ |
| 1                     | أنا فان دير بريغين       | هولندا          | SD Worx                            | 27 س 00 دقيقة 55 ث |
| 2                     | آشلي مولمان              | جنوب أفريقيا    | SD Worx                            | + 1 دقيقة 43 ث     |
| 3                     | ديمي فوليرينغ            | هولندا          | SD Worx                            | + 3 دقيقة 25 ث     |
| 4                     | Lizzie Deignan           | المملكة المتحدة | Trek-Segafredo                     | + 6 دقيقة 39 ث     |
| 5                     | مارغريتا فيكتوريا غارسيا | إسبانيا         | Alé BTC Ljubljana                  | + 8 دقيقة 26 ث     |
| 6                     | مارتا كافالي             | إيطاليا         | FDJ-Nouvelle Aquitaine-Futuroscope | + 8 دقيقة 29 ث     |
| 7                     | جولييت لابوس             | فرنسا           | Team DSM                           | + 8 دقيقة 40 ث     |
| 8                     | تاتيانا جوديرزو          | إيطاليا         | Alé BTC Ljubljana                  | + 9 دقيقة 12 ث     |
| 9                     | Niamh Fisher-Black ‏      | نيوزيلندا       | SD Worx                            | + 9 دقيقة 44 ث     |
| 10                    | Elise Chabbey ‏           | سويسرا          | Canyon-SRAM Racing                 | + 10 دقيقة 42 ث    |
| مصدر: ProCyclingStats |                          |                 |                                    |                    |

### تصنيف النقاط
| تصنيف النقاط          | تصنيف النقاط       | تصنيف النقاط     | تصنيف النقاط                       | تصنيف النقاط |
| العداء                | العداء             | البلد            | الفريق                             | النقاط       |
| --------------------- | ------------------ | ---------------- | ---------------------------------- | ------------ |
| 1                     | أنا فان دير بريغين | هولندا           | SD Worx                            | 58 نقطة      |
| 2                     | Emma Norsgaard     | الدنمارك         | Movistar Women                     | 49 نقطة      |
| 3                     | ديمي فوليرينغ      | هولندا           | SD Worx                            | 42 نقطة      |
| 4                     | آشلي مولمان        | جنوب أفريقيا     | SD Worx                            | 38 نقطة      |
| 5                     | Coryn Rivera       | الولايات المتحدة | Team DSM                           | 33 نقطة      |
| 6                     | لورينا ويبيس       | هولندا           | Team DSM                           | 30 نقطة      |
| 7                     | مارتا كافالي       | إيطاليا          | FDJ-Nouvelle Aquitaine-Futuroscope | 26 نقطة      |
| 8                     | لوسيندا براند      | هولندا           | Trek-Segafredo                     | 26 نقطة      |
| 9                     | مارتا باستيانيلي   | إيطاليا          | Alé BTC Ljubljana                  | 22 نقطة      |
| 10                    | Lizzie Deignan     | المملكة المتحدة  | Trek-Segafredo                     | 21 نقطة      |
| مصدر: ProCyclingStats |                    |                  |                                    |              |

### تصنيف الجبال
| تصنيف الجبال          | تصنيف الجبال       | تصنيف الجبال     | تصنيف الجبال                       | تصنيف الجبال |
| العداء                | العداء             | البلد            | الفريق                             | النقاط       |
| --------------------- | ------------------ | ---------------- | ---------------------------------- | ------------ |
| 1                     | لوسيندا براند      | هولندا           | Trek-Segafredo                     | 47 نقطة      |
| 2                     | آشلي مولمان        | جنوب أفريقيا     | SD Worx                            | 31 نقطة      |
| 3                     | أنا فان دير بريغين | هولندا           | SD Worx                            | 29 نقطة      |
| 4                     | Elise Chabbey ‏     | سويسرا           | Canyon-SRAM Racing                 | 29 نقطة      |
| 5                     | Lizzie Deignan     | المملكة المتحدة  | Trek-Segafredo                     | 26 نقطة      |
| 6                     | ديمي فوليرينغ      | هولندا           | SD Worx                            | 25 نقطة      |
| 7                     | ليان ليبرت         | ألمانيا          | Team DSM                           | 18 نقطة      |
| 8                     | Coryn Rivera       | الولايات المتحدة | Team DSM                           | 16 نقطة      |
| 9                     | مارتا كافالي       | إيطاليا          | FDJ-Nouvelle Aquitaine-Futuroscope | 16 نقطة      |
| 10                    | إليسا ونغو بورغيني | إيطاليا          | Trek-Segafredo                     | 12 نقطة      |
| مصدر: ProCyclingStats |                    |                  |                                    |              |

## تصانيف فرعية

### تصنيف أفضل شاب
| تصنيف أفضل شاب        | تصنيف أفضل شاب      | تصنيف أفضل شاب | تصنيف أفضل شاب                     | تصنيف أفضل شاب     |
| العداء                | العداء              | البلد          | الفريق                             | الوقت              |
| --------------------- | ------------------- | -------------- | ---------------------------------- | ------------------ |
| 1                     | Niamh Fisher-Black ‏ | نيوزيلندا      | SD Worx                            | 27 س 10 دقيقة 39 ث |
| 2                     | Gaia Realini ‏       | إيطاليا        | Isolmant-Premac-Vittoria           | + 1 دقيقة 09 ث     |
| 3                     | Évita Muzic ‏        | فرنسا          | FDJ-Nouvelle Aquitaine-Futuroscope | + 1 دقيقة 55 ث     |
| 4                     | Barbara Malcotti ‏   | إيطاليا        | Valcar Travel & Service            | + 15 دقيقة 04 ث    |
| 5                     | Silke Smulders ‏     | هولندا         | Lotto Soudal Ladies                | + 21 دقيقة 07 ث    |
| 6                     | Léa Curinier ‏       | فرنسا          | Arkéa Pro Cycling Team             | + 25 دقيقة 02 ث    |
| 7                     | لورينا ويبيس        | هولندا         | Team DSM                           | + 37 دقيقة 21 ث    |
| 8                     | Camilla Alessio ‏    | إيطاليا        | Bepink                             | + 42 دقيقة 24 ث    |
| 9                     | Maria Novolodskaya ‏ | روسيا          | A.R. Monex Women's                 | + 43 دقيقة 23 ث    |
| 10                    | Emma Norsgaard      | الدنمارك       | Movistar Women                     | + 47 دقيقة 23 ث    |
| مصدر: ProCyclingStats |                     |                |                                    |                    |

## وصلات خارجية
- الموقع الرسمي
- لمحة عن سباق طواف إيطاليا للسيدات 2021 على موقع  ProCyclingStats   (برو  سايكلنج  ستاتس) - إحصاءات  محترفي  الدراجات.
- طواف إيطاليا للسيدات 2021 على موقع إحصائيات الدراجات الإحترافية (الإنجليزية)